# 新浪UC
新浪UC（Universal Communication）是新浪UC信息技术有限公司开发的，开放式即时通讯的网络聊天工具。
新浪UC2009II正式版是新浪在2009年9月27日最新发布的版本。
新版UC趋向于打造为实用性与便捷性并重的多功能聊天软件。增加了远程演示、IM互通、500人免费群组、超大文件传输等功能。新浪UC2009II正式版采用了全新的界面设计。正式版在BETA版的基础上增加了自定义表情、传情动漫、超大网盘、聊天记录导入导出功能、自动回复、窗口抖动、资讯订阅、地图查询、好友动态提醒等多项实用功能。优化断线后窗口保护逻辑，界面自动隐藏效果，好友添加流程和聊天记录搜索功能等。

## 历史
UC即时通讯服务于2002年正式推出，通过该服务用户可以在互联网和移动通讯网络上实时发送文本信息、图像和声音。UC还提供聊天室、在线游戏、校友录、在线卡拉OK及其他娱乐服务等社区功能。
2004年7月6日,新浪公司宣布，收购Davidhill Capital Inc.及其UC即时通讯技术平台。
UC即时通讯工具拥有约8,000万注册用户，同时在线用户数最高达到20万左右。新浪在2004年收购UC业务，首期支付价值1,500万美元的现金和股票作为首期付款，余款将根据业绩增长情况，于第二年支付最高达2100万美元的现金和股票。
2017年4月6日，新浪UC发布公告称，“由于业务调整，UC客户端即将下线，下线时间暂定5月10日。iOS与Android端也将于同日下线。

## 动态
2010年11月3日晚间消息，新浪UC推出“智者归来”好友邀请活动，最先达到邀请数量的用户有机会获得精美限量版奖品和UC靓号。据介绍，新版UC不仅支持500人群组，还可以在会话的过程中随时启用.NET Messenger Service/Google Talk帐号。
此外，新版UC还提供业界领先的反垃圾服务，高达3G容量，并能发送30M超大附件。